# Andrejus Zadneprovskis
Andrejus Zadneprovskis, né le 31 août 1974 à Kaliningrad, est un athlète lituanien spécialiste du pentathlon moderne. Il a obtenu la médaille d’argent lors des jeux olympiques d'été de 2004 à Athènes et la médaille de bronze lors des jeux olympiques de 2008 à Pékin.
Il a également gagné à deux reprises les championnats du monde, en 2000 et en 2004.
Il est le mari de Laura Asadauskaitė-Zadneprovskienė.